# Fomento
Fomento là một đô thị và thành phố ở tỉnh Sancti Spíritus của Cuba.
Đô thị này được chia thành các phường (barrio) Fomento, Güinia de Miranda và Jíquimas.
It was founded in 1864.

## Thông tin nhân khẩu
Năm 2004, đô thị Fomento có dân số 33.528 người. Diện tích là 471 km² (181,9 mi²), với mật độ dân số là 71,2người/km² (184,4người/sq mi).